# Jani Simulambo
Jani Simulambo (Livingstone, Zambia, 9 de noviembre de 1953) es un exfutbolista y entrenador de fútbol de Zambia que jugaba en las posiciones de defensa y centrocampista.

## Carrera

### Club
| Periodo   | Club                   |
| --------- | ---------------------- |
| 1972–1973 | Lusaka Tigers          |
| 1973–1980 | Green Buffaloes        |
| 1980–1982 | Kabwe Warriors         |
| 1982–1983 | Profund Warriors       |
| 1983–1989 | Mbabane Highlanders FC |

### Selección nacional
Jugó para Zambia en 75 ocasiones de 1971 a 1981 y anotó siete goles; participó en dos ediciones de la Copa Africana de Naciones.

### Entrenador
| Periodo   | Club                   |
| --------- | ---------------------- |
| 1983–1989 | Mbabane Highlanders FC |
| 1990–1993 | Mhlume FC              |
| 1991      | Suazilandia            |
| 1993–1996 | Eleven Men in Flight   |
| 1997–1998 | Moneni Pirates         |
| 1997      | Suazilandia            |
| 1998–2000 | Bush Bucks FC          |
| 2000–2001 | Black Leopards FC      |
| 2001–2002 | Golden Arrows FC       |
| 2002      | Tembisa Classic FC     |

## Logros

### Jugador
- Primera División de Zambia: 1973, 1974, 1975, 1977, 1979
- Copa Desafío de Zambia: 1975, 1977, 1979
- Heroes & Unity Cup: 1978
- Champion of Champions Cup: 1975, 1979
- Charity Shield: 1974, 1978, 1980
- Primera División de Suazilandia: 1984, 1986, 1988
- Copa de Suazilandia: 1983, 1985

### Entrenador
- Primera División de Suazilandia: 1984, 1986, 1988
- Copa de Suazilandia: 1983, 1985, 1994